# Епархия Эль-Обейда

Карта Судана до образования Южного Судана. Епархия Эль-Обейда обозначена под номером 1

Епархия Эль-Обейда (лат.  Dioecesis Elobeidensis) — епархия Римско-Католической церкви с центром в городе Эль-Обейд, Судан. Епархия Эль-Обейда входит в митрополию Хартума.

## История
10 мая 1960 года Римский папа Иоанн XXIII выпустил буллу «Quod Sacrum Fidei», которой учредил апостольский викариат Эль-Обейда, выделив его из апостольского викариата Хартума (сегодня — Архиепархия Хартума).
12 декабря 1974 года Римский папа Павел VI издал буллу «Cum in Sudania», которой преобразовал апостольский викариат Эль-Обейда в епархию.

## Ординарии епархии
- епископ Edoardo Mason M.C.C.I. (10.05.1960 — 28.02.1969);
- епископ Paulino Lukudu Loro M.C.C.I. (5.03.1979 — 19.02.1983) — назначен архиепископом Джубы;
- епископ Macram Max Gassis M.C.C.I. (12.03.1988 — 28.10.2013);
- епископ Michael Didi Adgum Mangoria (28.10.2013 — по настоящее время).

## Источник
- Annuario Pontificio, Libreria Editrice Vaticana, Città del Vaticano, 2003, ISBN 88-209-7422-3
- Булла Quod Sacrum Fidei, AAS 53 (1961), стр. 339  (лат.)
- Булла Cum in Sudania, AAS 67 (1975), стр. 164  (лат.)